# Donald Peterman
Pour les articles homonymes, voir Peterman.
Donald Peterman (3 janvier 1932 à Los Angeles - 5 février 2011 à Palos Verdes Estates) est un directeur de la photographie américain. 

## Filmographie partielle
- 1981 : Riches et Célèbres de George Cukor
- 1982 : Docteurs in love de Garry Marshall
- 1982 : Kiss Me Goodbye de Robert Mulligan
- 1983 : Flashdance d'Adrian Lyne
- 1984 : Prêchi-prêcha (Mass Appeal) de Glenn Jordan
- 1985 : Cocoon de Ron Howard
- 1986 : Star Trek 4 : Retour sur Terre de Leonard Nimoy
- 1987 : Un ticket pour deux de John Hughes
- 1988 : La Vie en plus de John Hughes
- 1989 : Touche pas à ma fille de Stan Dragoti
- 1991 : Point Break de Kathryn Bigelow
- 1992 : Mr. Saturday Night de Billy Crystal
- 1997 : Men in Black de Barry Sonnenfeld
- 2000 : Le Grinch de Ron Howard